# Ennius
Quintus Ennius (n. 16 iunie 239 î.Hr. - d. 8 octombrie 169 î.Hr.) a fost un poet, dramaturg și scriitor roman de origine oscă.
Este considerat ca fiind "tatăl poeziei latine", fiind poetul laureat al Romei. Deși doar câteva fragmente din lucrările sale au fost păstrate (de către Apuleius), influența sa asupra literaturii latine a fost considerabilă.

## Biografie
Ennius avea limba oscă ca limbă maternă, la fel ca toți locuitorii din sudul Peninsulei Italiei (din Magna Graecia). Cu toate acestea, el vorbea fluent limba greacă veche și a învățat limba latină, probabil, de foarte tânăr. 
În timpul celui de-al doilea război punic a servit în Sardinia și în 204 î.Hr. l-a cunoscut acolo pe Cato Cenzorul, care l-a adus cu el la Roma.
Datorită carierei sale militare în slujba Romei, Cato cel Bătrân a observat talentul său scriitoricesc. A fost prietenul lui Scipio Africanul, care l-a ajutat să obțină cetățenia romană.

## Opera
- Annales ("Analele"): epopee care reprezintă o frescă a Romei din vremea semi-legendară până în epoca poetului; (se remarcă suflul epic, darul evocării, sentimentul demnității umane, stilul elevat și pitoresc, anticipând pe Virgiliu)
- Sabinæ ("Sabinele"), Ambracia, tragedii după modelul lui Euripide;
- Epicharmus, Euhemeros, poeme filozofice;
- Saturæ ("Satire") , satire didactice;
- Hedyphagetica, poem gastronomic.

Prin opera sa, Ennius, și-a adus o contribuție importantă la formarea clasicismului roman.